# Patrick J. Hurley
Patrick Jay Hurley (Territorio de los Choctaw, 8 de enero de 1883-Santa Fe, 30 de julio de 1963) fue un militar y diplomático estadounidense. Fue el Secretario de Guerra de los Estados Unidos de 1929 a 1933 y embajador ante la República de China en 1945.

## Biografía

### Primeros años
Nació en el territorio de los Choctaw, en el territorio indio (actual Oklahoma). Durante su adolescencia trabajó como minero de carbón y como vaquero. En 1905 se graduó en la Indian University (actual Bacone College). En 1908 obtuvo el título de abogado en la National University of Law y en 1913 en la Universidad George Washington. Posteriormente retornó a Oklahoma, comenzando a involucrarse en la política del Estado dentro del Partido Republicano. Comenzó la práctica legal en Tulsa (Oklahoma) en 1908. Fue admitido en colegio de abogados en 1912 y fue fiscal de la Nación Choctaw desde 1912 hasta 1917.

### Servicio militar
Sirvió en la milicia de voluntarios del territorio indio de 1902 a 1907 y en la Guardia Nacional de Oklahoma, de 1914 a 1917. Durante la Primera Guerra Mundial, sirvió en el Judge Advocate General's Department del 6.° Cuerpo de Ejército, fuerza expedicionaria estadounidense, en Francia. Ascendió a teniente coronel, y negoció el acuerdo de acceso entre dicha fuerza expedicionaria y el Gran Ducado de Luxemburgo en 1919.

### Secretario de Guerra
Se desempeñó como secretario de guerra adjunto, entre marzo y diciembre de 1929; hasta que fue nombrado Secretario de Guerra de los Estados Unidos, en la presidencia de Herbert Hoover, debido al fallecimiento del secretario James William Good. En el cargo, supervisó las actividades del Ejército para aliviar los efectos de la Gran Depresión; instó a un aumento en el salario y recomendó la promulgación de una legislación de promoción integral para el Ejército; emitió la orden ejecutiva al Jefe de Estado Mayor General Douglas MacArthur para desalojar a los veteranos de la Primera Guerra que se manifestaron en Washington D. C. en 1932.

### Segunda Guerra Mundial
En 1941, luego del ingreso de Estados Unidos a la Segunda Guerra Mundial, fue ascendido a general de brigada y enviado al Extremo Oriente como representante personal del general George C. Marshall en Filipinas. Posteriormente fue enviado a una misión especial en Australia y en 1942 fue el primer ministro plenipotenciario de Estados Unidos en Nueva Zelanda. Ese mismo año fue representante personal del Presidente Franklin D. Roosevelt ante la Unión Soviética, y en 1943 ante los países del Medio Oriente. Ascendido a mayor general, fue nombrado embajador ante la República de China en 1944. Allí, intentó reconciliar al gobierno del Kuomintang y el Partido Comunista de China. El fracaso de su misión, lo llevó a renunciar al cargo en noviembre de 1945.
Después de la guerra, se trasladó a Nuevo México, donde volvió a ejercer la abogacía. Falleció en Santa Fe el 30 de julio de 1963.